# Улица Георгиева (Барнаул)
Улица им. А. В. Георгиева — улица в Индустриальном районе Барнаула, от ул. Энтузиастов до Павловского тракта. Улица выполняет важную транспортную функцию.

## История
Улица названа в 1977 году в честь советского политического деятеля А. В. Георгиева (1914—1976).
Из Протокола № 10 исполкома Барнаульского горсовета от 11.05.1977 г.

«О присвоении имени А. В. Георгиева вновь застроенной улице в г. Барнауле.
В целях увековечивания памяти умершего бывшего первого секретаря Алтайского крайкома КПСС, Героя Социалистического Труда Георгиева Александра Васильевича исполнительный комитет городского совета депутатов трудящихся решил:
Присвоить вновь застроенной улице в гор. Барнауле, находящейся между жилыми кварталами 1061 и 1082, имя А. В. Георгиева и впредь именовать её — ул. им. А. В. Георгиева.» 
До 2009 года по улице осуществлялось движение троллейбуса (маршрут № 2). С 1 января 2014 года по улице осуществляется движение продлённого троллейбуса (маршрут № 1).

## Важные социальные объекты
д. 13 — Детская городская поликлиника № 9.
д. 51 — Городская поликлиника № 9.
Бывший кинотеатр «Искра» (ул. 50 лет СССР, 51а).